# Бао Шичэнь
Бао Шичэнь (кит. трад. 包世臣, пиньинь Bāo Shìchén, 1775—1855) — китайский учёный-конфуцианец эпохи Цин, ранний теоретик реформ, каллиграф.
Происходил из семейства деревенского учителя провинции Аньхой. Бао Шичэнь получил образование в Нанкине и в 1790 году удостоился первой учёной степени, однако между 1792—1796 годами был вынужден вернуться в деревню, где занимался крестьянским трудом. Далее был приглашён аньхойским губернатором в качестве военного советника, одновременно углублённо занимался конфуцианскими штудиями. В 1799—1801 годах служил в Хубэе и Сычуани, помогая в подавлении крестьянской войны «Белого лотоса». В 1808 году удостоен второй конфуцианской степени цзюйжэнь, а далее многократно участвовал в столичных экзаменах и всякий раз неудачно. В 1811 году назначен советником генерал-губернатора Цзяннани, и около 20 лет проработал в центральных и южных провинциях Китая. В 1828 году временно привлекался к работе морской таможни в Гуанчжоу; в преклонном возрасте занял первую официальную должность — магистрата в уезде Синьюй (Цзянси), и утратил её через год. Во время первой опиумной войны занял резко непримиримую позицию к европейцам. Скончался во время бегства от Тайпинского восстания.
Теоретические работы Бао Шичэня, посвящённые аграрному кризису, впервые были опубликованы в 1826 году, и неоднократно переиздавались. Собрание сочинений было выпущено им самим в 1846 году, и также продолжает переиздаваться. В основном, он занимался экономической теорией и проектами улучшения сельского хозяйства в Китае, а также искоренения коррупции. Особое место в его наследии занимал большой труд по каллиграфии И чжоу шуан цзи (藝舟雙楫, «Пара вёсел ладьи искусств», 1848), в дальнейшем дополненный Кан Ювэем и переизданный в 1889 году. Со второй половины XX века ведётся переосмысление роли Бао Шичэня в интеллектуальной истории Китая нового времени и подготовки его общества к коренным переменам. Он занимал своеобразное положение в китайском традиционном обществе и интеллектуальной системе. Единственный портрет мыслителя был выполнен учеником У Сицзаем, когда Бао было уже 70 лет. Точно не известны ни дата его рождения, ни кончины; большую часть жизни он не имел официального статуса и зарабатывал на жизнь каллиграфическим искусством.

## Биография

### Происхождение, образование
Бао Шичэнь родился в 1775 году в деревне Баоцунь уезда Цзинсянь, который располагался на периферии провинции Аньхой. Происхождение будущего мыслителя изучено слабо: в китайской литературе его отца — Бао Цзюньсюэ — именуют «мелким помещиком»; фамилия совпадала с названием деревни, что, вероятно, означает родство с местным кланом. Однако едва ли семейство было состоятельным. В разных источниках его отец назывался выходцем из военного сословия (армии зелёного знамени) или деревенским учителем, что в принципе не противоречит одно другому. Этот факт может объяснить интерес самого Бао Шичэня к военному делу. Мать, вероятно, была из семейства торговцев. Из клана Бао, насчитывавшего несколько сот членов, только трое получили учёную степень, позволявшую пойти на государственную службу: старший родственник Бао Ганьчэнь в 1788 году (служил магистратом в Фуцзяни), сам Бао Шичэнь и его кузен по отцовской линии Бао Шижун, удостоенный степени цзюйжэнь в 1821 году.
Бао Шичэнь начал домашнее обучение в 5-летнем возрасте с заучивания наизусть Четверокнижия, из которого больше всего ему нравился Мэн-цзы. В возрасте 8 лет, отец отвёз Шичэня в Нанкин, где тот приступил к изучению жанра восьмичленных сочинений; в 1790 году 15-летний Бао получил первую учёную степень шэнъюаня. Из прочих интеллектуальных занятий в жизни Бао особое место занимали поэзия и каллиграфия. Отец учил его грамоте по поэтической антологии «Вэнь сюань», и Шичэнь активно писал стихи всю свою жизнь; в собрании его сочинений 1846 года поэтические произведения занимали 8 свитков-цзюаней. В 20-летнем возрасте он глубоко увлёкся каллиграфией и со временем стал уважаемым теоретиком и практикующим мастером. По преданию, между 12—15 годами, Бао Шичэнь осознал, что его влекут «практические науки» и военное дело; он стал изучать Сунь-цзы, «Планы сражающихся царств», «Исторические записки» и трактат Сюнь-цзы. В 1793 году 18-летний Бао опубликовал свой первый трактат, посвящённый военному делу, в котором доказывал, что боевые искусства необходимы для воспитания мужественности, и образованный человек не может избегнуть военного образования. Также он счёл, что Сюнь-цзы прав в описании природы человека, который от природы зол, и всё лучшее в котором — искусственного происхождения, воспитанное ритуалом. В автобиографическом предисловии к собранию своих сочинений «Аньу сычжун» (安呉四種), Бао Шичэнь вспоминал, что очень интересовался легизмом, и в течение всей жизни систематически изучал все кодексы законов предыдущих династий.

### Государственная служба
В 1792 году Бао Шичэню пришлось вернуться в родные места и самому работать на семейном поле площадью в 10 му, чтобы прокормить престарелых родителей; впрочем, Чжу Вэйчжэн утверждал, что основным занятием Шичэня было преподавание в сельской школе. Он стремился сделать учёную карьеру, однако лишь в 1796 году был принят в Чжунцзянскую академию в Уху под покровительство учителя Чэн Шишуня. Благодаря рекомендации учителя, Бао вошёл в состав свиты интенданта уезда Хуэйнин Сун Жуна. В 1797 году уезд был поражён засухой, и Сун попросил Шичэня совершить моление о дожде, которое закончилось успехом. Поражённый его добродетелью, Сун Жун рекомендовал Бао Шичэня аньхойскому губернатору Чжу Гую в качестве советника по военному делу. Влиятельный политик, он был покровителем Вэй Юаня и Линь Цзэсюя, однако его попытки перевести Бао Шичэня на службу в столицу по непонятным причинам не увенчались успехом. В этот период он мог познакомиться и с трудами Хун Лянцзи, не предназначенными для широкого распространения, хотя никаких документальных подтверждений этого не существует.
В 1798 году Бао Шичэнь был переведён советником в Хубэй. Тамошний губернатор Чэн Цзицзюй был назначен главнокомандующим по подавлению крестьянской войны в Хубэе и Сычуани, и Бао Шичэнь приобрёл непосредственный военный опыт в условиях гражданской войны. По мнению биографа Бао — американского синолога У. Роу, это привело к окончательному оформлению его общественно-экономических взглядов. Бао Шичэнь утверждал, что успешный полководец должен разбираться в сельском хозяйстве и владеть искусством использования людей и оценки их производительных сил, что обеспечит как поддержку населения, так и снабжение войска. Когда Чжу Гуй проводил набор ополчения, Бао Шичэнь настаивал, чтобы брали только людей способных и с твёрдым характером, а также требовал максимального размера их оплаты. В Хубэе он, напротив, настаивал на сокращении местных войск, притеснявших крестьянское население. Поэтому на торговцев солью был наложен чрезвычайный налог, и на эти средства отбракованных солдат снабдили земледельческими орудиями и подъёмными деньгами, и отправили в родные места. В 1801 году после демобилизации Бао Шичэнь уехал в Цзяннань. В специальном докладе он доносил, что в результате подавления восстания потребуется демобилизовать около 40 000 ополченцев, которых необходимо поместить в военные поселения, финансируемые от соляной монополии.

### Бао Шичэнь и Чанчжоуская школа
В 1801 году Бао Шичэнь был приглашён домашним учителем к сыну правителя уезда Тайпин (провинции Аньхой) Яо Фэнняня, которого наставлял на материале «Цзычжи тунцзянь». В 1801 году учитель присоединился к петиции Гун Цзычжэня об отмене восьмичленных сочинений. В этот же период он написал своё самое радикальное сочинение — трактат «Шочу», на основе полевых исследований, для которых он обошёл все местные гидротехнические сооружения и рынки. Одновременно Бао работал над трактатом «Сельские ритуалы», но в конечном итоге принял решение не обнародовать его. В Чанчжоу того времени существовала влиятельная конфуцианская школа, чьи участники противодействовали политике Хэшэня, и практиковали методы «доказательного изучения» (каочжэн), интересуясь при этом «практической деятельностью». Бао Шичэня рекомендовал его старший друг Чжан Ци (1765—1833), с которым они сошлись в увлечении каллиграфическим искусством. В 1802 году Бао в течение семи месяцев был гостем философа и каллиграфа Ли Чжаоло (1769—1841) — главы одного из двух направлений школы, и был принят в кругу чанчжоуских каллиграфов. Вероятно, он мог пользоваться и библиотекой учителя, включавшей 50 000 цзюаней книг. К тому времени Бао был женат, его сын Бао Чэн (1800—1871) также получил воспитание в Чанчжоуской школе, где стал последователем медика Чжан Ваньлина. Именно учитель Ли обратил внимание Бао Шичэня на трактаты Гу Яньу, заметив, что их способ мышления совпадает. Своему учителю он переписал и рукопись «Шочу». Только в 1808 году 33-летний Бао Шичэнь удостоился по результатам экзаменов второй степени цзюйжэня (c шестой попытки), а высшей степени так и не добился, хотя предпринял 13 попыток сдачи экзаменов.

### Бао Шичэнь и практика государственного управления

#### Голод в Нанкине 1814—1815 годов
Составление связной биографии Бао Шичэня после 1803 года и до публикации его собрания сочинений в 1846 году крайне затруднительно, а об основных вехах её можно судить лишь по его участию в тех или иных политических дискуссиях. В частности, сохранилась переписка 1846 года с неким Мэн Каем по вопросам упорядочения зерновой дани.
Несколько больше известно об участии Бао Шичэня в ликвидации голода в Нанкине в 1814—1815 годах. Сам Бао ещё с 1811 года состоял в свите генерал-губернатора Байлина как советник по ирригации. В течение первых шести месяцев 1814 года во всей Цзяннани вообще не было дождей, и в результате к новому, 1815 году в городе и округе ощущался большой недостаток в продуктах и иных запасах. Ситуация усугублялась восстанием на юго-востоке Хэнани, из-за чего пришлось вводить дополнительные поборы и рекрутские наборы в округе Янчжоу и на севере Цзянсу; беженцы же из района восстания одолевали столичный Нанкин. Когда стало ясно, что наступает голод, к нему обратился лектор академии Ханьлинь Цинь Итан. Бао Шичэнь объявил, что ситуация напоминает случившуюся в Чанчжоу в 1785 году, и предложил программу из 20 пунктов, которая была отвергнута. Однако когда бедные жители стали экспроприировать запасы более зажиточных односельчан, план Бао Шичэня был представлен генерал-губернатору. Байлин устроил большое совещание в Чжуншаньской академии, в котором принимали участие известные интеллектуалы и чиновники, включая провинциального казначея, директора соляной монополии, градоначальника Нанкина и уездных начальников Шаньюаня и Цзяннина, между которыми были разделены окрестности города. Было решено сразу выбросить на рынок 15 000 мешков риса со складов соляной монополии, и выделить 60 000 лянов серебра из городской казны для закупки риса. В третьих, начали общественную кампанию среди богатых домохозяйств; на следующее совещание даже пригласили богатых купцов и шэньши. Четверо богатейших горожан пожертвовали 100 000 лянов серебра, а 100 семейств перечислили в сумме ещё 77 000 лянов. В этих условиях начальник уезда Цзяннин потребовал, чтобы торговцы рисом принудительно устанавливали цену на 20 % ниже рыночной, на что они подали жалобу провинциальному казначею. Сторговались на скидку в 8 %. Главной проблемой, впрочем, было нежелание чиновников возглавить программу борьбы с голодом, кроме того жертвователи настаивали, что проект должен быть отнесён к категории миньцзюань миньбань (кит. 民捐民辦), то есть как финансируемый и управляемый местными элитами. И здесь был достигнут компромисс: 27 000 лянов были переданы уездным начальникам, а остальные 150 000 распределялись комиссией из 24 человек — половина из них были чиновниками и половина — провинциальными помещиками с учёной степенью. Значительная часть чиновников считала, что помощь должна направляться в город. Бао Шичэнь решительно выступил против такой позиции, объявив, что «деревня — основа города», и потребовал, чтобы голодающих селян не пускали в города, а оказывали помощь на месте. В итоге он настоял на своём, и в официальном отчёте было зафиксировано, что помощь получили 89 000 селян и ещё 9000 беженцев. Это, однако, привело к ссоре Бао с его покровителем — генерал-губернатором Байлином, который вскоре был переведён в другое место и скончался в 1816 году.

#### Бао Шичэнь — уездный префект
В 1828 году Бао Шичэнь отправил меморандум провинциальным властям Гуанчжоу о британской угрозе, которую воспринимал крайне серьёзно. Всё это время он служил в разных местах, оставаясь частным секретарём-консультантом, в том числе в Морской таможне Гуанчжоу.
В 64-летнем возрасте Бао Шичэнь императорским указом был поставлен в очередь на должность уездного магистрата по провинции Цзянси. Осенью 1838 года он занял освободившуюся вакансию в уезде Синьюй, который по документам считался «спокойным» и «процветающим». Опыт реальной управленческой практики оказался катастрофическим для мыслителя и длился чуть более года. Предыдущий магистрат отказался передавать полномочия, а представители уездных элит встретили Бао Шичэня на границе и посоветовали не въезжать на свою территорию. В результате он в течение нескольких недель разместился в деревне в 15 ли от уездного города, активно общаясь с местными жителями. Оказалось, что в уезде был активный конфликт местных помещиков и назначенных чиновников, в том числе между уездным начальником, контролёром зерновой дани и казначеем, которые все были уличены Бао в коррупции и неспособности. Из-за конфликта начальства с помещиками, уезд задолжал казне по налогам, причём основной причиной были завышения сбора для перевозки зерна и курс обмена серебра на медь. В 1838 году на рынке Синьюя серебряный лян обменивался на 1600 медных монет, но в налоговой документации исчислялся в 1:2000, тогда как налоги пересчитывались на серебро. Богатым помещикам и купцам пришлось создать специальный фонд для оплаты долгов по завышенным ставкам, но и здесь разгорелся конфликт из-за управления фондом и распределения средств. Крестьяне открыто враждовали со сборщиками налогов и доходило до актов насилия. Вдобавок, наставник местной конфуцианской школы также вмешался в конфликт, потому что на её территории располагалось резервное зернохранилище. Двое уездных конфуцианцев — некто Ван Гоюй и
Ху Сянъю — подали требование об отставке контролёра зерновой дани, за что провинциальный казначей объявил их злостными неплательщиками и издал приказ об аресте. По мнению Бао Шичэня, провинциальные власти склонялись к жёстким действиям против всего уезда. Тогда он решительно въехал в город и занял ямынь, где устроил большое совещание элиты и чиновников, на котором разъяснил, что уплата налогов — законная обязанность подданных, сколь бы тяжкой она ни была. Заняв подчёркнуто нейтральную позицию, он добился некоторого согласия, и запросил у провинциальных властей отсрочку по внесению поземельного налога, что было обычной практикой, но всё-таки вызвал неудовольствие. Также он попытался обуздать чиновников, которые чрезмерно угнетали народ. Летом 1839 года начались затяжные дожди, дело шло к летнему наводнению и потере значительной части урожая, и тогда он распорядился перенести выплату налоговых долгов до урожая следующего года. В ответ губернатор провинции снял Бао Шичэня с должности, а уездный фонд был конфискован; на помещиков и купцов наложили произвольные штрафы. Ван Гоюй и Ху Сянъю бежали, были обвинены в подготовке мятежа, после чего в Синьюй были введены войска, деревни, откуда они были родом, были сожжены карателями, причём было уничтожено не менее 300 домохозяйств. Оба «смутьяна» были изловлены, Ван Гоюй умер в заключении.

#### Последние годы жизни
Во время первой опиумной войны и подписания Нанкинского договора Бао Шичэнь проживал в Нанкине, в котором прошла большая часть его жизни, и занимал крайне националистическую позицию. Самый конец его жизни пришёлся на Тайпинское восстание, во время бегства от которого он и скончался приблизительно в 80-летнем возрасте. Легенда гласила, что вождь восставших Хун Сюцюань, глубоко почитая Бао Шичэня, прославил его в числе «трёх почтенных мудрецов».

## Социально-экономические взгляды

### Кризис и пути его преодоления

#### Название и адресат трактата «Шочу»
Основное сочинение Бао Шичэня, в котором предельно откровенно раскрываются его социальные и экономические взгляды, автором было озаглавлено Шочу (кит. 说储). Это название многозначное и нелёгкое для перевода: первый иероглиф кит. упр. 说, пиньинь shuō означает литературный жанр рассуждения, которое посвящено некоему обширному общему предмету или понятию. Второй иероглиф кит. упр. 储, пиньинь chǔ имеет основное значение «хранить» или «запасать». Аналогичное заглавие было у собрания эссе Чэнь Юймо 1609 года, включённого затем в «Сыку цюаньшу», о котором, предположительно, Бао Шичэнь мог знать. В данном контексте перевод прямой: «Собрание рассуждений». Содержательные особенности текста Бао позволяют переводить сочетание иероглифов как «О богатстве», имея в виду государственные финансы и экономику. Однако вторым значением иероглифа чу является «преемник; наследник престола», в этом случае название можно прочитать как Shuìchǔ и переводить как «Разъяснение/увещевание наследника». По мнению У. Роу, адресатом трактата в таком случае мог являться его талантливый и богатый ученик Яо Чэнцянь, или даже наследник императора Цзяцина — Миньнин (лоббистом назначения Миньнина был сановник Дай Цзюньюань, эпитафию которому Бао Шичэнь написал в 1820 году). Тем не менее, ни один из этих вариантов принципиально не доказуем. Исследовательница Университета Пейс Джудит Уитбек предлагала промежуточный вариант перевода: «An Explanation of Wealth».

#### Политический кризис и пути его преодоления
Бао Шичэнь писал свой трактат сразу после свержения Хэшэня и в разгар крестьянской войны 1796—1804 годов, поэтому характеризовал масштаб кризиса как всеобъемлющий. Из политических проблем Бао на первое место выносил широко распространившуюся на всех ветвях чиновничьего аппарата коррупцию, которая, в значительной степени, и была причиной кризиса. Основных методов борьбы с коррупцией Шичэнь предлагал два: во-первых, ужесточение отбора и контроля над госслужащими, ужесточение служебной дисциплины и регулярные проверки беззаконий. Во-вторых, это полный пересмотр системы государственных финансов. В последнюю сферу включены также вопросы демографии, производительности аграрной сферы и торговли как отдельной отрасли экономики.
Трактат «Шочу» открывался рассуждением о легитимности правящей династии. Учреждение династии требует трёх сущностей: дэ (德 благой силы, имеющей небесную природу, и выражаемую в воле правителя); вэй (威 престижа и авторитета, военной силы), и цай (财 финансовых средств). Принципиально важным в его рассуждении было то, что династия немыслима без всех трёх компонентов, но первые два невозможны без третьего. Следующим в рассуждениях Бао Шичэня было рассуждение о «высоком» и «низком» (кит. трад. 上下, пиньинь shàngxià), которое было основано на теории Гу Яньу. Гу в своё время подразумевал наличие всеобщих бинарных оппозиций: император, противостоящий бюрократии; высшие должностные лица против низших; государство против народа; элиты против простолюдинов. Бао Шичэнь сосредоточился только на первой из них, когда чрезмерное сосредоточение силовых и экономических ресурсов в руках правителя приводит к его изоляции и коллапсу государства. При этом Бао Шичэня, судя по всему, мало волновали вопросы маньчжуро-ханьского противостояния и легитимности иноземной династии. Хотя его трактат можно истолковать как антиманьчжурский по направленности, но напрямую его не устраивал в Цинской политической системе принцип диархии (когда должности в центральном аппарате замещались «знамёнными»), и Бао Шичэнь настаивал, что необходимо руководствоваться талантами чиновников, а не их происхождением. Равным образом, Бао констатировал, что по состоянию на 1801 год цинская политика потерпела крах: восстание Белого лотоса не могут подавить коррумпированные регулярные войска и частные дружины; обнищание населения, когда элиты полностью расходуют экономические ресурсы на свои нужды, не заботясь о низах; бюджетный дефицит на всех уровнях, приводящий к круговым вымогательствам и необходимости экономить.
По мнению Бао Шичэня, кризис, однако, предоставлял системе известные возможности. Основной целью является восстановление экономики, которая создаётся людьми, поэтому власть должна демонстрировать своим подданным, что готова начинать «с чистого листа». Поэтому новая политика должна начаться со всеобщей амнистии (не считая особо тяжких преступлений, связанных с насилием или дезертирством), в том числе финансовой. Бао Шичэнь отметил, что практика взимания «подарков» вышестоящими структурами от нижестоящих за несколько десятилетий стала узаконенной, поэтому финансовая амнистия должна предполагать не только прощение недоимок, но и прекращение поборов в чиновной среде, что потребует оформления императорского указа. Только тогда законы будут исполняться, и наказываться преступления, которые будут совершены в будущем.

#### Проект реформы управления
Бао Шичэнь много места в своём трактате посвятил пересмотру структуры администрации Империи. Предложенная им структура эклектична, но, в общем, напоминает систему ранней династии Мин. Он предложил поставить во главе правительства двух чэнсянов (правой и левой руки), которые будут иметь первый основной чиновный ранг; их главная функция — повседневный контроль над ходом государственных дел. Они же контролируют Государственный секретариат Нэйгэ, как по гражданским, так и военным делам. Чэнсянам содействуют начальники и заместители начальников Шести министерств. Важнейшим отличием проекта Бао Шичэня является отсутствие Императорского совета, который в правление Канси и Цяньлуна превратился в механизм осуществления личного императорского самодержавия. Император Цзяцин узаконил существование этой структуры, а декрет об этом был введён в состав имперского кодекса законов «Да Цин хуэйдянь».
Противоречивостью отличались рекомендации Бао Шичэня относительно военного командования. Важнейшей особенностью стало понижение ранга командиров «знамённых» и их подчинение военному чиновнику (тиду), допущенному к принятию политических решений. Иными словами, Бао предлагал структуру единого военного командования, внутри которого этнические военные части станут интегрированы. Предложил он отказаться от двойственности провинциальных военных чинов: генерал-губернаторов (цзунду) и провинциальных губернаторов (сюньфу). Их предлагалось заменить двумя гражданскими чиновниками, один из которых будет занят общественной безопасностью, военными поселениями, и образованием, а второй — налогами, инфраструктурой (включая дренаж и орошение); компетенция провинциального судьи ограничена только вопросами почтовой связи и гражданскими и уголовными делами. Бао Шичэнь явно разделял взгляды Гу Яньу о том, что чрезмерное регулирование и надзор со стороны центральной власти вредны и также соглашался с тем, что назначаемое из столицы начальство должны иметь функции главного арбитра. Он повторил формулу Гу: «расширение полномочий местных властей укрепляет центральную власть, чрезмерная централизация — уменьшает». Одновременно Бао Шичэнь предложил множество мелочных рекомендаций по вопросу привилегий государственных служащих и простолюдинов, вплоть до обязанности простолюдинов носить хлопковую одежду однотонной окраски, маркирующую сословие: синий для ремесленников и торговцев (он же запретный для крестьян), и так далее. Важным в этой коллизии является то, что единственным источником и гарантом правоприменения является верховная власть, которая и должна эффективно его контролировать. Любой закон должен быть понятным и наглядным, в противном случае его надлежит отменить; Бао Шичэнь при этом цитировал Хань Фэй-цзы.

#### Местная администрация и системабаоцзя
В развитие идей Шочу, Бао Шичэнь в 1801 году написал несколько эссе, которые подготовил к печати в 1844 году. Важнейшее из них было посвящено системе баоцзя (Шо баоцзя шии 说保甲事宜). Продолжая рассуждать об упрощении местного управления и режиме экономии, Бао принял за основу власти на местах уровень префекта (которых насчитывалось 185 на всю империю, эту должность могли занимать чиновники, имеющие четвёртый основной ранг) и 1511 уездных магистратов пятого ранга. Предусматривались также помощники магистратов из местных элит, которым присваивали седьмой ранг. Иными словами, как и мыслители древности, Бао Шичэнь рассуждал об унификации структуры управления уездом и вовлечения в неё местной суббюрократии. Его наставления о деятельности магистрата также повторяют суждения мыслителей прошлого: «регулярно объезжайте вверенную округу, общайтесь с местными жителями, составьте подробные карты и описи, и ежегодно оценивайте рвение и таланты подчинённых». Данные наставления повторяли как радикалы, подобные Гу Яньу, так и цинские интеллектуалы эпохи кризиса, к которым китайская историография прилагает эпитет «феодальные» (кит. трад. 封建, пиньинь fēngjiàn). Важнейшей задачей Бао Шичэня была ликвидация автономии местных элит, ради чего он призывал упразднить должность частных секретарей-советников (кит. трад. 幕友, пиньинь mùyǒu), несмотря на то, что именно такую должность он периодически занимал в течение всей жизни. Его логику разъяснял У. Роу: присылаемый из столицы уездный начальник неизбежно сталкивался с коррумпированным персоналом из числа местных элит, поэтому стремился привезти с собой доверенных друзей, имеющих правовое или финансовое образование и опыт управления; такие помощники-мую не противоречили действующим законам, их труд оплачивался из личных средств начальника. Однако к 1800-м годам система полностью вышла из-под контроля и стала важной коррупционной составляющей кризиса. Для Бао это было нетерпимо хотя бы потому, что частные лица узурпировали государственные функции, пусть и на низком уровне и в ограниченном масштабе. В финансовом выражении он описывал это так: в среднем, уездный начальник получает в год от местного населения подарков на сумму 2500 лянов, что даже превышает оплату государственных помощников-консультантов (кит. трад. 幕僚, пиньинь mùliáo). Иными словами, систему госслужбы следовало превратить во всеобъемлющую, когда нештатный персонал, например, писцы низшего ранга (кит. упр. 书吏, пиньинь shūlì), должен быть введён в штат и подвергаться стандартному отбору путём экзаменов и ежегодных аттестаций, проводимых начальством уровня выше — префектом округа и казначеем провинции.
Получив опыт участия в подавлении восстания Белого лотоса, Бао Шичэнь был сторонником поддержки локальных вооружённых сил. Он рекомендовал набор ополчения в каждом уезде, которым должны распоряжаться местные чиновники. Набор новобранцев он предлагал с испытания силой: камень какого веса сможет поднять каждый кандидат. Провинциальный судья должен определить наиболее проблемные округа и уезды, в близости от которых следует разворачивать военные поселения. Если площадь поселения менее 2000 му, им могут распоряжаться местные власти, если больше, и положение в провинции слишком серьёзно, необходимо участие вышестоящих властей. Военнопоселенцы обеспечиваются землёй, инвентарём и скотом от властей, в обмен на обязательства выплаты налогов и военной службы. Военнопоселенцы организуются в отряды по 5, 25 и 75 семейств, каждый из которых имеет значок или знамя, и проходят военное обучение под началом магистрата. Эта система сможет быть эффективной только при условии полного прекращения продажи чиновничьих званий и должностей. Напротив, Бао Шичэнь предложил резервировать два типа местных вакансий. Первый, именуемый кит. упр. 贡士, пиньинь gòngshì, предназначался для сыновнепочтительной молодёжи всех сословий, особенно ремесленников и торговцев, по рекомендации старейшин и уважаемых людей, через которых осуществлялось посредничество власти и местных жителей. Второй тип вакансий — шэнъюань — резервировался для «усердных землепашцев», не вовлечённых в протесты или налоговые конфликты. Несмотря на используемую терминологию, должности не требовали образования или даже элементарной грамотности.
Все перечисленные меры должны были привести к возрождению системы баоцзя, которая сочетала функции самоуправления, налоговой регуляции и обеспечения общественной безопасности. Новшеством, предложенным Бао Шичэнем, стало резкое укрупнение десятичной системы. Баоцзя в версии Шичэня включала четыре уровня: низовой — равный 10 семействам-цзя; 10 цзя образуют ли; 10 ли — бао, и 10 бао — сян. Десятичная схема является, скорее, рекомендательной, и должна соответствовать местным ландшафтам. Единицы низшего уровня обозначаются номерами, высшего — именуются. Цзя, ли, бао и сян возглавляются местными авторитетами, частью, выборными, частью назначенными магистратами. В обязанности магистрата входит проверка кандидатов на руководящие должности в баоцзя, а также постоянные опросы местных жителей. Как и в действующем цинском законодательстве, среди требований к главам деревенского самоуправления не было грамотности. Однако Бао Шичэнь заявлял, что представители сословий ремесленников и торговцев не могут занимать должностей в баоцзя.
В одном из эссе 1844 года Бао Шичэнь попытался вернуться к системе баоцзя, и обосновал утопический проект создания на её основе механизма распределения ресурсов и капиталов. Он предложил использовать для этого дверные таблички (кит. упр. 门牌, пиньинь ménpái), которые традиционно служили аналогом удостоверения личности и документа для переписи населения — на ней записывались имена и возраст всех обитателей дома. Бао Шичэнь заявил, что на дверной табличке следует указывать и уровень дохода, исходя из размера земельного надела, числа домашних животных и иных показателей. Общая схема предусматривала троичное деление: «верхний», «средний» и «нижний» (кит. 上中下) уровни дохода. Для выходящих за пределы исключений предусматривались категории «богатых» и «зажиточных», а также «бедных» и «неимущих». Под «бедностью» он подразумевал отсутствие земли, даже арендованной, а неимущий человек даже не имеет возможности содержать семью. По мысли Бао Шичэня, следовало обязать «богатые» семьи запасать зерна на три года, «зажиточные» — на два года, на год — для «верхних», и на полгода — для «средних», чтобы иметь возможность использования его в неурожайные годы. Функционировать эта система должна была по местным клановым связям: старосте общины надлежало выявлять уровень дохода односельчан и убеждать более успешных помогать менее успешным. Такие лица будут удостаиваться звания «опоры» (кит. 依怙), которое также будет помещаться на дверную табличку вместе с обозначением дохода. У. Роу сравнивал содержание этих заметок с реально осуществлённым проектом «цивилизованного домохозяйства» (кит. 文明户) в Китае 1980—1990-х годов. Те члены баоцзя, которые не пожелают делиться, получат на табличку звание «недружелюбный» (кит. 不友) с перспективой изгнания. В случае же серьёзного неурожая или иной катастрофы, магистрат должен дозволять беднейшим семьям просить зерно в долг у более успешных односельчан.
Бао Шичэнь не остановился и на этом, и рассуждал, что если система баоцзя будет восстановлена во всём Китае, пятеричная система оценки состоятельности уездов должна быть создана по аналогии с домохозяйствами. Статистика должна оперировать понятиями «богатые», «верхние», «средние» или «нижние» уезды, и «бесплодные». Префект округа в этих условиях может принуждать уездных магистратов перераспределять ресурсы и оказывать помощь в развитии, так же, как уездный начальник может воздействовать на деревенских старост. Это очень напоминает плановую экономику, правда, адаптированную для местного уровня.

#### Финансы и чиновный аппарат
Предложенная Бао Шичэнем реформа была чрезвычайно затратной, особенно на уровне низового аппарата, в котором предлагалось местные управы и ополчение перевести на бюджетное финансирование. Поэтому уже в начале 1800-х годов он много внимания уделял экономике. Несмотря на то, что он сохранял традиционные конфуцианские взгляды на земледелие как «корень-основу», он признавал, что цинская экономика имеет как минимум четыре отрасли. Главной задачей чиновника является возвращение как можно большего числа людей в сельское хозяйство и его интенсификация. Также он призывал искоренить выращивание табака и переработку зерна на алкоголь, а основные доходы извлекать из естественных монополий: на соль, медь, свинец, древесину. Бао Шичэнь считал необходимым полное прекращение внешней торговли. Сюда же относились все иностранные технологии: задолго до опиумных войн, Бао требовал, что все механические устройства (включая часы) и новинки, «использующие пар», должны быть конфискованы у владельцев. Китайцы, владеющие заморскими предметами, должны быть наказаны 100 палочными ударами, а китайские мастера, осмелившиеся участвовать в изготовлении таких вещей, подлежат обезглавливанию.
В трактате Шочу ещё не было детальных математических расчётов, которые Бао Шичэнь представил двадцать лет спустя. Тем не менее, он считал, что прекращение государственного содержания семей чиновников, отмена налоговых льгот на них, введение соляной монополии, ликвидация таможенных управлений и управления морской торговли, позволит выиграть для государства и от 4 до 5 миллионов лянов серебром, и примерно 800 или 900 тысяч мешков зерна (дань), которые пойдут на переход местной администрации на финансирование из государственного бюджета. В одном из эссе 1820 года, Бао Шичэнь писал, что деньги являлись изобретением Жёлтого Императора как средство обмена, чтобы не было излишков и недостатка. В ситуации 1830—1840-х годов, когда происходил отток серебра из китайской экономики, коммерциализация сельского хозяйства приносила только вред. Серебро является «вторичным», а зерно — «первичным»; купцы и чиновники взимают налоги и плату в серебре, а крестьяне оперируют медяками, но именно от курса обмена серебра на медь зависит цена на зерно. Следовательно, государство должно поддерживать обменный курс максимально близкий номиналу 1:1000. В 1839 году он вернулся к этому вопросу в эссе «Простое средство от серебряного голода». Ситуация с обменом медяков на серебро ещё более усугубилась, поскольку рыночный курс в Наньчане был 1630 медяков за лян, тогда как налоги исчислялись именно в лянах. Первой мерой для смягчения ситуации было, по Бао Шичэню, исчисление налогов непосредственно в медных деньгах, как это практиковалось в эпоху Мин. Следующим шагом было бы введение бумажных денег, чтобы максимально вывести наличное серебро из оборота. К 1846 году курс меди к серебру упал в регионе Цзяннани к 1:2000, причём при налоговых расчётах чиновники искусственно завышали его до 1:3000.
Коренная экономическая реформа в представлениях Бао Шичэня была неотделима от институциональной. Важнейшей инновацией должен был стать центральный административный орган, который он назвал Шэньгуаньюань (кит. упр. 审官院, пиньинь shěnguānyuàn). Эта палата, возглавляемая чиновником второго ранга, должна была тесно сотрудничать с Административным советом, Министерством церемоний, Академией Ханьлинь и Гоцзыцзянем. Главной функцией Палаты станет систематическая проверка деятельности служащих Государственного секретариата, и вместе с Ханьлинем и Цензоратом они образуют трёхуровневую квалификационную систему, которая будет пронизывать всё общество сверху донизу. Огромное внимание Бао Шичэнь уделил ежегодным аттестациям для каждого чиновника империи. Он разработал чрезвычайно подробные критерии оценки, по которым каждый вышестоящий начальник должен был оценивать своих подчинённых. Подобного рода отчёты должны были передаваться по всем звеньям управления и являться главным основанием для повышения и понижения номенклатурных служащих. Шэньгуаньюань должен иметь регламенты деятельности каждой должности в империи и специфических трудностей, с которыми могут столкнуться служащие. Также Бао Шичэнь настаивал, что все подданные — не только чиновники и шэньши, но и простые земледельцы, — должны получить право письменного обращения к императору, с меморандумами о сильных слабых сторонах нынешней администрации. При этом предложения от народа могут быть составлены в неформальном стиле и представлены в Шэньгуаньюань в запечатанном виде, именно эта Палата и должна заниматься экспертизой представленных предложений. Если автор действительно представил полезное предложение, он должен быть за казённый счёт доставлен в столицу и получить пост, необходимый для реализации его предложений. Лю Шипэй, опубликовавший этот текст в 1906 году, в своём предисловии отмечал, что Бао Шичэнь явился предшественником Кан Ювэя, который летом 1898 года санкционировал создание аналогичного механизма для реализации комплексных реформ государства.

### Сельское хозяйство

#### «Управление земледелием»
Бао Шичэнь занимался вопросами сельского хозяйства всю свою жизнь, и практически весь корпус его текстов, начиная от Шочу, продолжая его дополнениями 1820-х годов, меморандумами на посту магистрата 1839 года и предисловиями к трактатам 1840-х годов, полон пассажей о развитии аграрного сектора. Эти тексты демонстрируют эволюцию его идеологии от радикального утопизма к осторожному прагматизму середины века. Несмотря на то, что ряд исследователей (включая Ли Бочжуна) сравнивали Бао Шичэня с Хун Лянцзи, их позиции, по мнению У. Роу, были прямо противоположны. В частности, Бао никогда не соглашался с «мальтузианством» Хуна, отстаивал высочайший потенциал аграрной сферы Цинской империи и всю свою жизнь был убеждён, что если запустить программу реформ, удастся в кратчайший срок добиться существенных результатов; в этом проявился его «конфуцианский оптимизм».
В 25-летнем возрасте Бао Шичэнь написал трактат «Управление земледелием» (кит. трад. 農政, пиньинь nóngzhèng), в котором обобщил весь свой опыт. По форме — это справочник по реальной аграрной практике, призванный конкретизировать видение устойчивой экономики. Он разделён на семь глав: первая посвящена выбору посевных культур с указанием их распространённости, вегетативного периода, урожайности, и т. п. Вторая глава посвящена землепользованию, здесь Бао касался вопросов шелководства, садоводства и даже рыбоводства. Рассуждая о последнем, он даже вычислил оптимальную численность рыб на крестьянском заливном поле, рассчитав даже число ударов хвостом и плавниками для движения. Прочие главы также касались рассмотрения конкретных отраслей. Адресатом трактата «Нунчжэн» были имперские чиновники, поэтому текст открывается цитатой из Мэн-цзы о необходимости сообразовываться с сельским календарём. При этом Бао решительно объявил, что оставлять аграрную политику на откуп простолюдинам нецелесообразно, а обязанности ведения сельской экономики должны быть возложены на чиновников и образованных помещиков, которые должны прилагать усилия, чтобы быть в курсе местных дел. В конечном счёте, Шичэнь добивался, чтобы государство определяло стратегию, а местные власти непосредственно занимались стимулированием сельского хозяйства. Характерным примером его рассуждений является такой: крестьяне каждого уезда платят натуральные налоги дважды в год. Сдача зерновой дани отнимает целый рабочий день одного крестьянина. Если население уезда составляет 50 000 семейств, это означает, что только налоги отбирают 100 000 человеко-дней. Для того, чтобы обработать 1 му земли, как правило, достаточно трёх дней. Следовательно, если упорядочить сбор налогов, сэкономленное время позволит обработать 30 000 му сельхозугодий.
Аналогичная аргументация приводилась Бао Шичэнем в рассуждении о вреде табака и алкоголя. Он утверждал, что примерно 20—30 % населения Китая, мужчин и женщин, являлись его потребителями, и их число непрерывно возрастает. По оценке Бао, курильщик тратит на зелье 7—8 медяков в день, для семьи из 10 человек это даёт расход в несколько десятков лянов в год. Трудозатраты на 1 му табачного поля составляют 50 человеко-дней против 9 для рисового поля и 13 — хлопкового поля. Табачное поле требует в шесть раз больше удобрений, чем заливное выращивание риса, и в четыре раза — против сухих посадок риса. В сумме, выращивание табака требует в шесть раз больше усилий, чем риса, не считая усилий для обработки табачных листьев после сбора урожая. Бао Шичэнь возмущённо писал, что 20 % своего времени крестьяне тратят на перекуры. Однако он понимал, что простой запрет бессмыслен, и предложил трёхлетний план прекращения возделывания табака. Уже сделанные посевы следует разрешить, но эта земля более не могла быть засажена табаком в следующем году. Продажа табака будет разрешена ещё два года (до полного истощения запасов), чтобы торговцы могли переориентироваться. Наконец, после прекращения посевов и истощения запасов, на третий год можно полностью запретить потребление табака. Относительно производства рисового вина, Бао Шичэнь приводил следующие подсчёты. Территория префектуры Сучжоу составляла примерно 170 квадратных ли, из которых примерно 40 занимают непригодные для возделывания горы, водоёмы и постройки. Оставшиеся 130 квадратных ли пахотных полей эквивалентны 9,1 млн му. В хороший год они позволяют снимать с одного му 3 мешка-даня риса и 1,2 даня пшеницы, а в плохой — 2 мешка риса и примерно 0,5—0,7 даня пшеницы. Бао утверждал, что в год, когда он писал это эссе, валовой урожай на территории округа составил 22 000 000 даней зерновых при населении примерно 5 млн трудоспособных мужчин и неизвестного числа женщин и детей. Населению требуется от 14 до 15 млн даней зерна в год, тогда как на налоги уходит ещё 700 000 даней, оставляя остаток в 5—6 миллионов мешков зерна. Половина этого излишка скупается зерноторговцами Чжэцзяна, Аньхоя и Гуандуна, а остальное перегоняется. Далее Бао Шичэнь рассчитал количество разного зерна (риса, сорго, пшеницы или гаоляна), которое требуется для изготовления хорошего вина, а также сравнил суточное потребление зерна и вина. Вывод был неутешительным: в Сучжоу на производство алкоголя уходило риса в 7 или 8 раз больше, чем требовалось просто для еды. Отсюда следовало категорическое заключение о необходимости казённой винной монополии.
Одной из важных теоретических проблем, встающих перед Бао Шичэнем, было примирение частной собственности, поборником которой он являлся, с конфуцианскими ценностями. В 1844 году он писал, что первостепенными из них были ли-ритуал (кит. 禮), и-долг (кит. 義) и синь-вера (кит. 信). Если проецировать три первостепенных ценности на сельское хозяйство, тогда ритуал относится к преобразованию пустошей в пахотные поля; долг — уважение к частной собственности на землю, под которой он понимал защиту крестьян от незаконных действий чиновников. Бао Шичэнь относил землю к такому же предмету естественной монополии государства как соль и металлы: она может быть общим владением, но непосредственное распределение ресурсов и их утилизация частными лицами более эффективны. В трактате 1804 года Бао приводил следующий пример: в горах к западу от Пекина рос кедровый лес. После переноса туда столицы при династии Мин местные жители использовали кедр преимущественно для изготовления ароматических палочек для воскурений, что приносило им малый, но постоянный доход; в округе Миюнь имелись лесообрабатывающие мастерские, которые также эффективно облагались налогом. Однако в 1799 году лес был захвачен государством, а солдаты начали вырубку для применения древесины в военных целях.

#### Сельское хозяйство и торговля опиумом
После голода 1815 года и инспекции в Хайчжоу, после того, как обозрел уезд Ганьюй, Бао Шичэнь представил проект морских перевозок сельскохозяйственной продукции. Он увидел, что несмотря на гористую местность, крестьяне активно ловят и перерабатывают рыбу, разводят свиней, выращивают бобовые и делают тофу, но не имеют удобного выхода на рынок. Рынки для сбыта их продукции имелись в городах Цзяннани, которые могли предложить крестьянам хлопковые ткани и иные потребные изделия. Однако не существовало судоходных рек и каналов, а на спинах носильщиков осуществлять масштабные поставки было невозможно. Единственным выходом была морская торговля, которая в области Хуайань была давно запрещена, дабы воспрепятствовать контрабанде и пиратству, выгодным местным «злым помещикам» и «головорезам». Бао Шичэнь ссылался при этом на легальность морских поставок соевых бобов из Ляонина в Шаньдун.
Реальный опыт работы в провинции в этот период привёл к изменению взглядов Бао Шичэня на торговлю. В трактате Шочу он ратовал за всемерное прекращение внешней торговли (исключение делалось только для Центральной Азии), аргументируя это обычными призывами к экономии и протекционизму китайским производителям тканей. Последствия торговли опиумом в 1801 году ещё не ощущались в Китае. К 1820-м годам Бао Шичэнь осознал необходимость морских коммуникаций, и одновременно столкнулся с опиумной контрабандой и ростом наркомании. Аргументация этих лет сводилась к следующему. Производство табака и алкоголя — это расточение основоположений (本法), то есть рабочей силы, земли и удобрений, а также средств населения. Опиум доставляется «заморскими варварами» (外夷), и никакие запреты не сдерживают его употребления. В одном Сучжоу численность наркоманов Бао Шичэнь оценивал в 100 000 человек. Одна «доза» стоит примерно одну десятую серебряного ляна, что даёт 10 000 лянов в день и примерно 4 миллиона в год в одном только городе. Бао, вероятно, считал наркоманию городским пороком, и считал убытки от неё примерно в 100 млн лянов серебра в год. Основная тяжесть расходов на наркотики падает на работающие низшие сословия с малыми доходами, тогда как прибыль целиком вывозится за рубеж. При этом соляная монополия и внутренние таможни, которые составляли основной источник бюджетных доходов, обеспечивали не более 40 млн лянов серебра в год. Серебро при этом служило основным средством финансового обмена внутри страны, при том, что добывалось в крайне незначительных количествах. Излечение наркоманов, по мысли Бао, невозможно, им постоянно требуется наркотик. Попытки импортозамещения в 1820-х годах были ещё неудачны, и наладить производство опиума в Юньнани и Чжэцзяне тогда не удалось. Поэтому единственный способ победить опиумную проблему — отрубить каналы поставок наркотиков, то есть внешнюю торговлю:

Хотя доходы от морской таможни [в Гуанчжоу] составляют около 2 миллионов лянов в год, пожертвовать этой ничтожной суммой, чтобы сэкономить 100 миллионов в год, — сравнительно небольшая цена и пример верной политики «сохранения богатства среди народа» (仓富于民).
Бао Шичэнь рассматривал и сценарий торговой войны Англии против Китая. Однако он считал её маловероятной: успешной войны не может быть без внутренних пособников (内奸), а население Англии «не составляет и одной сотой от населения Китая». Купцы и чиновники приморских провинций причастны к преступлениям «варваров» и чрезмерно боятся их силы; следовательно, они подлежат казни.

#### Налоговая реформа
В 1836 году в послании губернатору Цзянси Чэнь Юйшэну советник Бао рассуждал о недоимках при сборе натуральных налогов. Годом ранее «по милости императора» были прощены все недоимки, которые накопились к 1830 году, и одновременно началась кампания по сбору задолженностей после этой даты. Провинциальное налоговое бюро рассчитало сумму долга в 700 000 лянов серебром, а налоговые комиссары активно предавались злоупотреблениям. Это объяснялось тем, что близлежащие к пунктам сбора уезды передавали натуральные налоги самостоятельно, а более отдалённые вынуждены были платить дополнительные сборы на перевозку. Бао Шичэнь пришёл к выводу, что зерновая дань чрезмерно обременительна и должна быть либо отменена, либо радикально реформирована. Ещё в своём трактате 1801 года Бао утверждал, что в зерновой дани заинтересованы только пекинские «знамённые», которые преимущественно вели паразитический образ жизни. Молодой чиновник-консультант предлагал тогда перевести их на военные поселения. Оставшихся без работы лодочников Великого канала можно было перевести в те же поселения в качестве рабочей силы и консультантов по агротехнике. Бао Шичэнь понимал, что из-за большей производительности сельского хозяйства Юга потребуется перераспределение продовольствия, но считал, что для этого достаточно рыночных механизмов. Как и всегда у него, это не было либеральной реформой: самообеспечение продовольствием деревенских жителей будет означать ослабление их зависимости от рынка и ненужность затратных бюрократических структур.
Через месяц после воцарения императора Даогуана, Бао Шичэнь составил докладную записку о реформе зерновой дани, опубликованную в 1825 году. Он осознал невозможность ликвидации взимания зернового налога. Первым его предложением было исключение уездной администрации из налоговой системы, чтобы максимально избавиться от злоупотреблений. Далее он писал, что ежегодно на склады Тяньцзиня направляется от 3 до 4 миллионов даней зерна, на что требуется не менее 5000 судов. Они вынуждены проходить многочисленным шлюзами, и это требует постоянного поддержания исправности как всех сооружений на канале, так и очистки его от ила. Это обходится примерно в 10 000 000 лянов в год, что приводит к утроению рыночной цены на рис в Пекине по сравнению с южными провинциями. Выходом является увеличение производства риса в ближайших окрестностях столицы. Если считать, что средняя сумма зернового налога равна 4 миллионам мешков-даней, это эквивалентно сбору с 2 миллионов му земли в среднеурожайный год. Более того, если допустить, что площадь пахотных полей вокруг Пекина равна 4 млн му, арендная плата с них полностью покрывает сумму зерновой дани. На самом деле в округе 100 ли от Пекина имеется 5 300 000 му земель, причём на этой территории имеются болота и пастбища, которые годятся для мелиорации и рекультивации. Доход с этих земель составит 5 млн даней риса, что превысит ранее получаемый налог на 1 млн мешков риса, которые можно будет пустить на дополнительные пайки войскам и чиновникам, и т. д. Хорошо спланированный проект обойдётся не более чем в сумму традиционного зернового налога за год, зато позволит обеспечить столицу «на сто поколений вперёд».
В 1803 году в Хэнцзялу (Хэнань) на Великом канале случился прорыв дамбы, основное русло было заилено и караваны зерновых барж застряли в Шаньдуне в Чжанцю. Император был вынужден объявить конкурс на лучший проект улучшения пропускной способности канала и бесперебойных поставок зерна в Пекин. Бао Шичэнь, который находился тогда в Сучжоу, отправил меморандум на имя губернатора Цзянсу, в котором предложил полностью перейти на морские перевозки налогового зерна. Само по себе это предложение не было оригинальным, но, по оценке У. Роу, уникальным его делал полностью рыночный механизм реализации предложения. Свой меморандум он начал с критики традиционной аргументации об опасности пиратства, неопределённости морских ветров и течений и непомерной стоимости морских грузовозов. Последнее опровергалось тем, что уже имеющихся в Шанхае частных грузовых джонок более чем достаточно для перевозок. Бао Шичэнь даже выяснил, что министр финансов Лю Янь заключал контракты с частными перевозчиками для доставки части зерна в Тяньцзинь морским путём. Впрочем, инициатива Бао Шичэня была полностью блокирована Жуань Юанем, который считал, что ущерб от безработицы среди возчиков Великого канала намного превысит выгоды от морских перевозок зерна.
В десятый лунный месяц 1824 года произошёл серьёзный прорыв дамб у Хуайаня. Всеподданный доклад от Министерства налогов был представлен его главой — маньчжуром Инхэ, но Бао Шичэнь утверждал, что материалы для доклада были подготовлены им. По мнению китайского историка Чжан Яна, Инхэ советовался с губернатором Цзянсу Тао Чжу, провинциальным казначеем Чанлином и Вэй Юанем. Все перечисленные пользовались услугами Бао Шичэня как консультанта и поддерживали с ним неформальные связи. Тем не менее, документы позволяют заключить, что именно казус 1824 года и стал моментом знакомства Бао с Тао Чжу, Инхэ и Вэй Юанем. Чанлин и Вэй Юань опубликовали проект Бао 1803 года в своём сборнике о морских сообщениях, выпущенном в 1826 году. В одиннадцатый лунный месяц того же года Бао Шичэнь был назначен казначеем Цзянсу для инспекции пострадавшего участка Великого канала. К тому времени доклад Инхэ был одобрен императором, и сам Бао Шичэнь отправил собственные рекомендации в Пекин, которые были приняты. Однако даже и в 1825 году ничего не было сделано для организации морского пути.

## Бао Шичэнь — каллиграф
Начиная с эпохи Мин, в Китае стали публиковаться исследования надписей на каменных стелах, которые Кан Ювэй свёл в отдельное направление знания — бэйсюэ (кит. 碑学, эпиграфика). Он же объявил, что изучение каллиграфии эпохи Шести династий — «резьбы по камню Севера и прописей Юга» было заложено Жуань Юанем и развито Бао Шичэнем. Главной их заслугой стало привлечение внимания интеллектуалов к искусству каллиграфии до-Танского периода, её энергическому и «грубоватому» стилю. Бао Шичэнь тесно связывал письмо с выражением духа, и провозгласил раннесредневековые прописи образцовым выражением национального духа китайцев, который затем был замутнён разнообразными «варварскими» влияниями. В частности, он категорически отверг искусство юаньского мастера Чжао Мэнфу и провозгласил его «ложным».
Основное сочинение Бао Шичэня по каллиграфии — И чжоу шуан цзи (藝舟雙楫, «Пара вёсел ладьи искусств») — было написано, вероятно, в начале 1800-х годов. В 1848 году 12 эссе, созданных не одновременно, были сведены воедино монахом Синтянем, и опубликованы в Янчжоу; соответственно, трактат не предлагал систематического изложения. Под «вёслами» Бао подразумевал каллиграфию и литературу, явно уделяя больше внимания первой (Кан Ювэй потому назвал трактат ещё и «Зерцалом каллиграфии»). Основной практической целью Бао было возвращение каллиграфического искусства к истокам — к эпохе Хань, когда появились тушь, мягкие кисти и бумага; однако его главным тезисом стало то, что эпиграфические памятники эпох Хань, Троецарствия и Шести династий послужили основным источником стилей каллиграфии последующих эпох. Он постарался проследить истоки возникновения трёх базовых стилей китайского письма от печатей и эпиграфики Цинь и Хань; в то же время он призывал обратиться к изучению языка и стиля доханьского Китая. Бао Шичэнь являлся приверженцем стиля цаошу, уделяя ему наибольшее внимание, но, в отличие от Кан Ювэя, не противопоставлял эпиграфику и прописи; более того, настаивал на изучении танской каллиграфии, а стелы предлагал как дополнительный источник вдохновения, дабы «оживить» стиль Ван Сичжи. Бао Шичэнь настаивал, что адепт должен скопировать изучаемый образец не менее сотни раз, прежде чем перейти к последующему.
Тем не менее, в трактате Бао Шичэня представлен обзор эволюции китайских шрифтов от самых простых печатей и стел Цинь, Хань, Северной Вэй и Восточной Цзинь, Лян и Лю-Сун. Главным достоинством этого стиля является энергичная манера, а также откидные линии, «подобные ножу»; впрочем, его нельзя однозначно предпочитать стилю прописей южных династий. Бао предложил четвертичную классификацию искусства каллиграфии, предложив высшие достижения обозначать как «божественные», и далее по нисходящей как «чудесные», «авторитетные» и «добрые». Каллиграфия высшего типа «умиротворяет зрителя, проста, совершенна во всём и следует природе». Памятники каллиграфии «чудесного типа» характеризуются как «сбалансированные, сообразные с разумом, сильные, но элегантные».
Взгляды Бао Шичэня на практику каллиграфа были своеобразны. Он сравнивал деятельность мастера-каллиграфа с практикой боевых искусств, требуя максимально «выкладываться» в каждом движении, дабы внутреннее ци «обращалось и нигде не застаивалось»; полная реализация ци будет явно выражена в каждом мазке. Из каллиграфии Шести династий Бао вывел принцип «двойственности кисти»: мастер, замечая, что кисть скользит слишком легко, должен остановиться, дабы его штрихи не стали слишком «легкомысленными», «не кувыркались». Поэтому Шичэнь настаивал, что каллиграф должен работать с постоянным усилием, «как если бы был воином, ожидающим нападения в каждую минуту». Визуально это будет выражаться в чёткости и тщательной отделке каждой детали иероглифа.

## Память
Сыну мыслителя — Бао Чэню — удалось сохранить архив отца, на основе которого в 1872 и 1888 годах издавались дополненные собрания сочинений Бао Шичэня. В середине 1920-х годов рукописи Бао Шичэня были обнаружены в нанкинской букинистической лавке известным коллекционером и библиографом У Вэйцзу, который заинтересовал ими директора государственной библиотеки провинции Цзянсу Лю Ичжэна, и трактат «Шочу» в 1936 году был издан в авторской каллиграфии фотолитографическим способом. Современное собрание сочинений было опубликовано в 1991 году в Хэфэе.
Биография Бао Шичэня была включена в «Цин ши гао», хотя и с оговоркой, что он не имел высокого официального статуса. Лян Цичао в своём обобщающем труде об интеллектуальной истории династии Цин «Циндай сюэшу гайлунь» (1920) вообще не упоминал о Бао Шичэне, как и его продолжатели вплоть до 1940-х годов. Вплоть до начала XX века он воспринимался лишь как каллиграф и историк каллиграфии. Пересмотр наследия Бао начался в 1906 году, когда Лю Шипэй впервые опубликовал рукопись Шочу. В большом словаре цинских персоналий 1943 года ему была посвящена отдельная статья, и начиная с 1950-х годов имя Бао Шичэня постоянно упоминалось в обобщающих трудах об «опиумных войнах» и истории Китая цинского периода. Новый этап в осмыслении места Бао Шичэня в истории Китая был открыт статьёй японского синолога Отани Тосё (大谷敏夫, род. 1932), опубликованной в 1969 году. Далее в 1980-е годы на Тайване вышло несколько работ Лю Гуанцзина, который сопоставлял наследие Бао и Вэй Юаня. При этом в историографии КНР интерес к наследию мыслителя неизменно сохранялся. Большое число статей, посвящённых его наследию, публиковали академические журналы родной провинции Бао Шичэня Аньхой. Единственное монографическое исследование биографии и интеллектуального наследия Бао Шичэня выпустил в 2018 году американский синолог Уильям Роу; в 2019 году оно было оперативно переведено на китайский язык.

## Издания трудов
- Bāo Shìchén quánjí. Xiǎo Juànyóu gé jí. Shuō chǔ : Полное собрание сочинений Бао Шичэня. — Héféi : Huángshān shūshè, 1991. — 253 p. — Ориг.: 包世臣全集. 小倦游閣集. 說儲, 合肥, 黄山书社, 1991, 253页. — ISBN 9787805351841.
- Bāo Shìchén. Yìzhōu shuāngjí: 6 Juǎn, fùlù 3 juǎn : Пара вёсел ладьи искусств. — Shànghǎi : Shànghǎi gǔjí chūbǎnshè, 2002. — 771 p. — (Xùxiū sìkù quánshū). — Ориг.: 包世臣《藝舟雙楫: 6卷, 附錄3卷》上海古籍出版社, 2002, 771页, 續修四庫全書.